# Atholus nubilus
Atholus nubilus är en skalbaggsart som först beskrevs av J. L. Leconte 1859.  Atholus nubilus ingår i släktet Atholus och familjen stumpbaggar. Inga underarter finns listade i Catalogue of Life.